# Шенон (Северна Каролина)
Шенон (енгл. Shannon) насељено је место без административног статуса у америчкој савезној држави Северна Каролина.

## Демографија
По попису из 2010. године број становника је 263, што је 66 (33,5%) становника више него 2000. године.
| Група             | 2000.      | 2010.      |
| Белци             | 35 (17,8%) | 20 (7,6%)  |
| Афроамериканци    | 60 (30,5%) | 67 (25,5%) |
| Азијати           | 0 (0,0%)   | 0 (0,0%)   |
| Хиспаноамериканци | 38 (19,3%) | 69 (26,2%) |
| Укупно            | 197        | 263        |